# Liste der Ehrenbürger von Schmidgaden
Die Ehrenbürgerschaft ist die höchste Auszeichnung, die die Oberpfälzer Gemeinde Schmidgaden vergeben kann. Gemäß Artikel 16 der Bayerischen Gemeindeordnung kann die Gemeinde Persönlichkeiten, die sich um sie besonders verdient gemacht haben, zu Ehrenbürgern ernennen.
Bislang wurden folgende neun Personen zu Ehrenbürgern ernannt.
Hinweis: Die Auflistung erfolgt chronologisch nach Datum der Zuerkennung.

## Die Ehrenbürger der Gemeinde Schmidgaden
1. Johann Baptist Kraus († 1918 in Amberg)
Lehrer
Kraus unterrichtete von 1872 bis 1906 an der örtlichen Volksschule.
2. Josef Willkofer (* 10. Januar 1902 in Regensburg; † 7. Februar 1966)
Pfarrer
Willkofer war fast 25 Jahre Pfarrer in Schmidgaden. Er initiierte den Umbau der Pfarrkirche. Nach seinem Tod fand er neben dem Hauptaltar seine letzte Ruhestätte.
3. Ortwin Wenzelides (* 10. November 1908 in Troppau; † 18. November 1989 in Markdorf)
Rektor i. R.
Wenzelides ist Verfasser der Gemeindechronik.
4. Josef Bauer (* 30. Januar 1899 in Schmidgaden; † 16. Februar 1978)
Bürgermeister
Verleihung im Mai 1972
Bauer war von 1935 bis 1945 sowie von 1952 bis 1972 Bürgermeister. Während seiner Amtszeit wurde das Schulhaus fertiggestellt, der Kindergarten neu errichtet, der Sportplatz und die Hauptschule neu gebaut.
5. Josef Gmeiner (* 16. Dezember 1921 in Woppenried; † 31. Januar 1994 in Weiden i.d.OPf.)
Pfarrer
Verleihung am 18. Mai 1990
Gmeiner kam 1970 in die Pfarrei Schmidgaden-Trisching. Er leitete die Renovierung der Kirchen in Schmidgaden und Trisching sowie den Neubau des Pfarrheims ein. Daneben war er im Schuldienst tätig.
6. Alois Graßer (* 5. Mai 1923 in Ammerthal; † 25. Dezember 1993)
Pfarrer
Verleihung im Juli 1990
Graßer übernahm im Januar 1960 die Pfarrei Rottendorf. Er initiierte die Renovierung der Kirche in Rottendorf, die Errichtung des Kreuzweges auf dem Kalvarienberg, den Kapellenbau in Littenhof sowie die Renovierung der Kirche in Gösselsdorf und der Kapelle in Wolfsbach.
7. Michael Meier (* 7. Mai 1928 in Schmidgaden; † 30. November 2015)
Zimmerermeister und Gemeinderat
Verleihung am 8. Mai 2003
Nach Ablegung der Meisterprüfung im Zimmererhandwerk 1956 übernahm er das familieneigene Unternehmen, zu dem ein Sägewerk, eine Schreinerei sowie eine Zimmerei- und Dachdeckerei gehören. Von 1965 bis 1972 und von 1984 bis 1996 war er Mitglied des Gemeinderates.
8. Alois Scherm (* 30. Juli 1941 in Kirchenpingarten)
Pfarrer
Verleihung am 26. August 2007
Scherm kam zum 1. September 1992 in die Pfarrei Schmidgaden. Er setzte die unter seinem Vorgänger begonnene Innenrenovierung der Pfarrkirche in Schmidgaden fort. Auch die Renovierung der Kirche in Trisching und die Außenrenovierung der Pfarrkirche in Schmidgaden konnten abgeschlossen werden.
9. Helmut Lehmann (* 2. März 1918 in Jena; † 29. August 2010)
technischer Vorstand der Buchtal GmbH
Verleihung 24. Januar 2008
Lehmann war von 1954 bis 1984 technischer Vorstand der Buchtal GmbH. In seiner 30-jährigen Tätigkeit brachte er dem Unternehmen eine außerordentliche Aufwärtsbewegung.